# Oakville (circonscription fédérale)
Pour les articles homonymes, voir Oakville.
Circonscription électorale fédérale du Canada
Oakville est une circonscription électorale fédérale et provinciale en Ontario.

## Circonscription fédérale
La circonscription est située dans le sud de l'Ontario et représente une partie de la ville de Oakville.
Les circonscriptions limitrophes sont Burlington, Oakville-Nord—Burlington, Mississauga—Erin Mills et Mississauga—Lakeshore. 

### Historique
La circonscription d'Oakville est créée en 1996 à partir d'Halton et d'Oakville—Milton.
À la suite du découpage de la carte électorale de 2022, la circonscription est dissoute dans Oakville-Est et Oakville-Ouest.
| Législature                                  | Années       | Député      | Député        | Parti        |
| -------------------------------------------- | ------------ | ----------- | ------------- | ------------ |
| Oakville issue de Halton et Oakville—Milton  |              |             |               |              |
| 36e                                          | 1997–2000    |             | Bonnie Brown  | Libéral      |
| 37e                                          | 2000–2004    |             | Bonnie Brown  | Libéral      |
| 38e                                          | 2004–2006    |             | Bonnie Brown  | Libéral      |
| 39e                                          | 2006–2008    |             | Bonnie Brown  | Libéral      |
| 40e                                          | 2008–2011    |             | Terence Young | Conservateur |
| 41e                                          | 2011–2015    |             | Terence Young | Conservateur |
| 42e                                          | 2015–2019    |             | John Oliver   | Libéral      |
| 43e                                          | 2019–2021    | Anita Anand |               | Libéral      |
| 44e                                          | 2021–Présent | Anita Anand |               | Libéral      |
| dissoute dans Oakville-Est et Oakville-Ouest |              |             |               |              |

## Circonscription provinciale
Depuis les élections provinciales ontariennes du 4 octobre 2007, l'ensemble des circonscriptions provinciales et des circonscriptions fédérales sont identiques.